# Geschichte Indonesiens
Die Geschichte Indonesiens umfasst die Entwicklung auf dem Gebiet der Republik Indonesien von der Urgeschichte bis zur Gegenwart. Die Republik Indonesien besteht aus einem Archipel von 17.508 Inseln, von denen über 6.000 bewohnt sind. Bis in die heutige Zeit hinein wurde die Inselregion durch eine Reihe von Regierungen, Kolonisation und verschiedenen Krisen wie Naturkatastrophen oder Bürgerkriegen beeinflusst und geprägt.

## Vorgeschichte

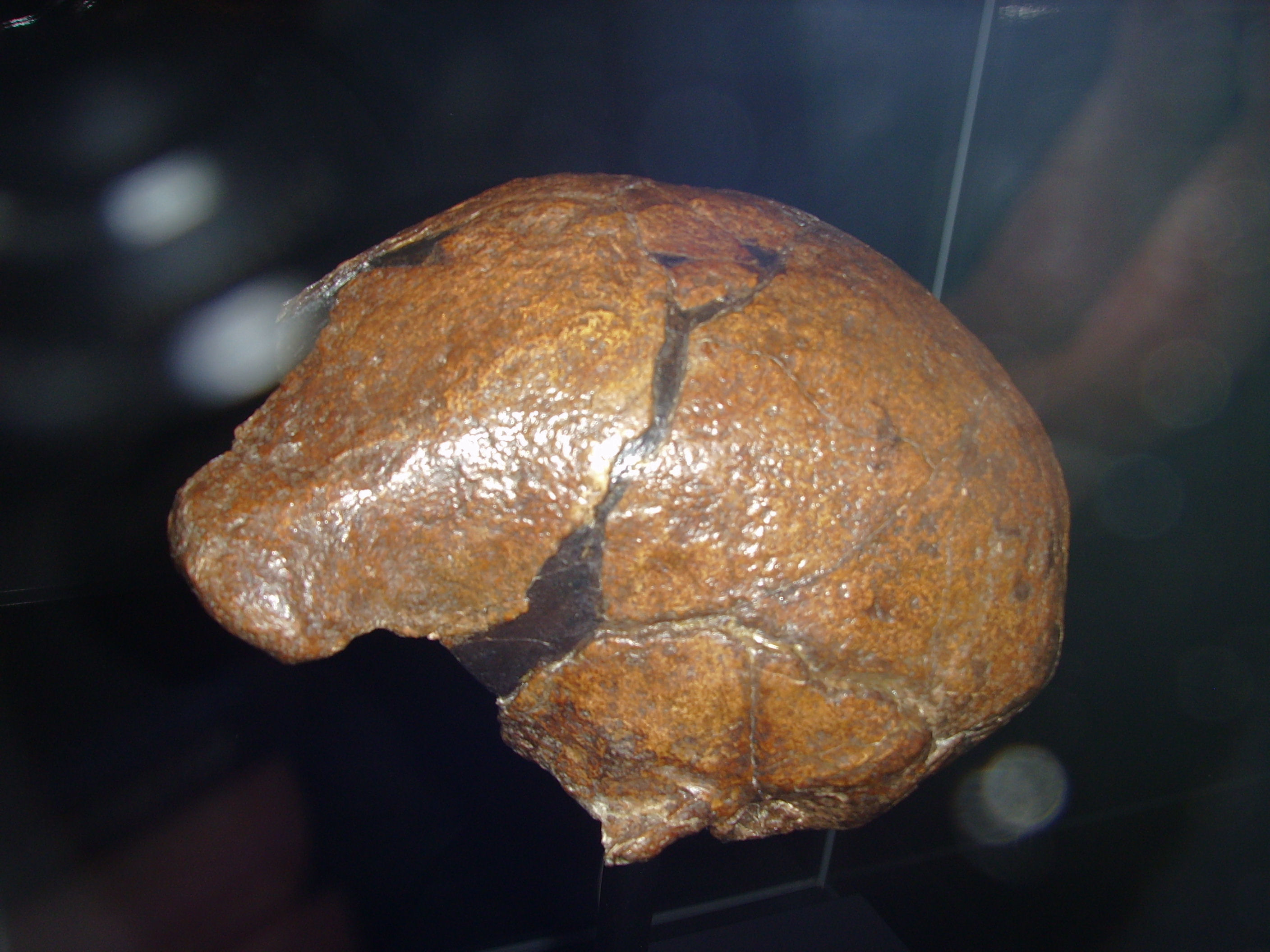
Schädeldach Sangiran II, Original, 1,5 mya, Sammlung Koenigswald im Naturmuseum Senckenberg

### Die Sailendra- und Sanjaya-Dynastie

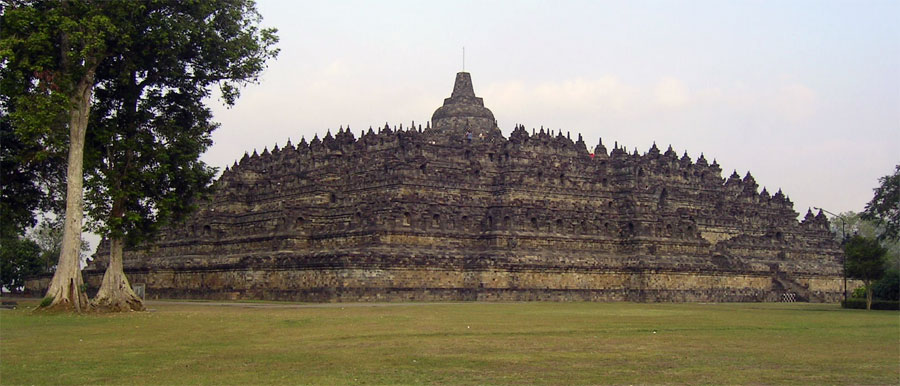
Der buddhistische Stupa Borobudur

## Die Ankunft der Niederländer und die Zeit der Niederländischen Ostindien-Kompanie (VOC): 1600–1800

Das Siegel der Amsterdamer Kammer der Niederländischen Ostindien-Kompanie (VOC)